# 路易斯·雪佛兰
路易-约瑟夫·雪佛兰（Louis-Joseph Chevrolet，1878年12月25日—1941年6月6日），瑞士裔美國人、赛车手、跑车设计师，生于纳沙泰尔州拉绍德封，早年曾在法国工作，1900年前往加拿大蒙特利尔担任机械师，后前往美国纽约，1911年与美国通用汽车创始人威廉·杜兰特在底特律创办雪佛兰汽车公司。